# Bílčice
Obec Bílčice (1869–1880 Bělčice, dříve též Blučí; německy Heidenpiltsch) se nachází v okrese Bruntál v Moravskoslezském kraji. Žije zde 222 obyvatel.

## Historie
První písemná zmínka o obci pochází z roku 1379. K 1. lednu 1953 došlo na základě usnesení MNV obcí Bílčice a Leskovec nad Moravicí k rozšíření katastru dosud slezské obce Leskovce nad Moravicí o část katastru obce Bílčice zvanou „Tovární kolonie“ a tak od té doby zasahuje Leskovec nad Moravicí i na Moravu. V současnosti je téměř celé toto výše zmíněné moravské území zatopené vodní nádrží Slezská Harta.

### Vývoj počtu obyvatel
Počet obyvatel celé obce Bílčice podle sčítání nebo jiných úředních záznamů:

| Rok            | 1869 | 1880 | 1890 | 1900 | 1910 | 1921 | 1930 | 1950 | 1961 | 1970 | 1980 | 1991 | 2001 |
| -------------- | ---- | ---- | ---- | ---- | ---- | ---- | ---- | ---- | ---- | ---- | ---- | ---- | ---- |
| Počet obyvatel | 988  | 995  | 951  | 1023 | 1234 | 1133 | 1228 | 421  | 384  | 330  | 293  | 300  | 250  |

V celé obci Bílčice je evidováno 133 adres, vesměs čísla popisná (trvalé objekty). Při sčítání lidu roku 2001 zde bylo napočteno 129 domů, z toho 70 trvale obydlených.
Počet obyvatel samotných Bílčic podle sčítání nebo jiných úředních záznamů:
| Rok            | 1869 | 1880 | 1890 | 1900 | 1910 | 1921 | 1930 | 1950 | 1961 | 1970 | 1980 | 1991 | 2001 |
| -------------- | ---- | ---- | ---- | ---- | ---- | ---- | ---- | ---- | ---- | ---- | ---- | ---- | ---- |
| Počet obyvatel | 677  | 692  | 655  | 742  | 991  | 868  | 973  | 306  | 293  | 253  | 251  | 270  | 233  |

V samotných Bílčicích je evidováno 105 adres, vesměs čísla popisná. Při sčítání lidu roku 2001 zde bylo napočteno 102 domů, z toho 64 trvale obydlených.

## Společenský život
Samospráva obce od roku 2016 vyvěšuje 5. července moravskou vlajku.

## Pamětihodnosti
- Hrad Šternek, zřícenina gotického hradu je kulturní památkou ČR.[13]
- Kostel svaté Markéty byl postaven v letech 1781–1782 a je kulturní památkou ČR.[14]
- škola v části Májůvka je kulturní památkou ČR.[15]

## Části obce
- Bílčice (k. ú. Bílčice)
- Májůvka (k. ú. Májůvka)

## Galerie

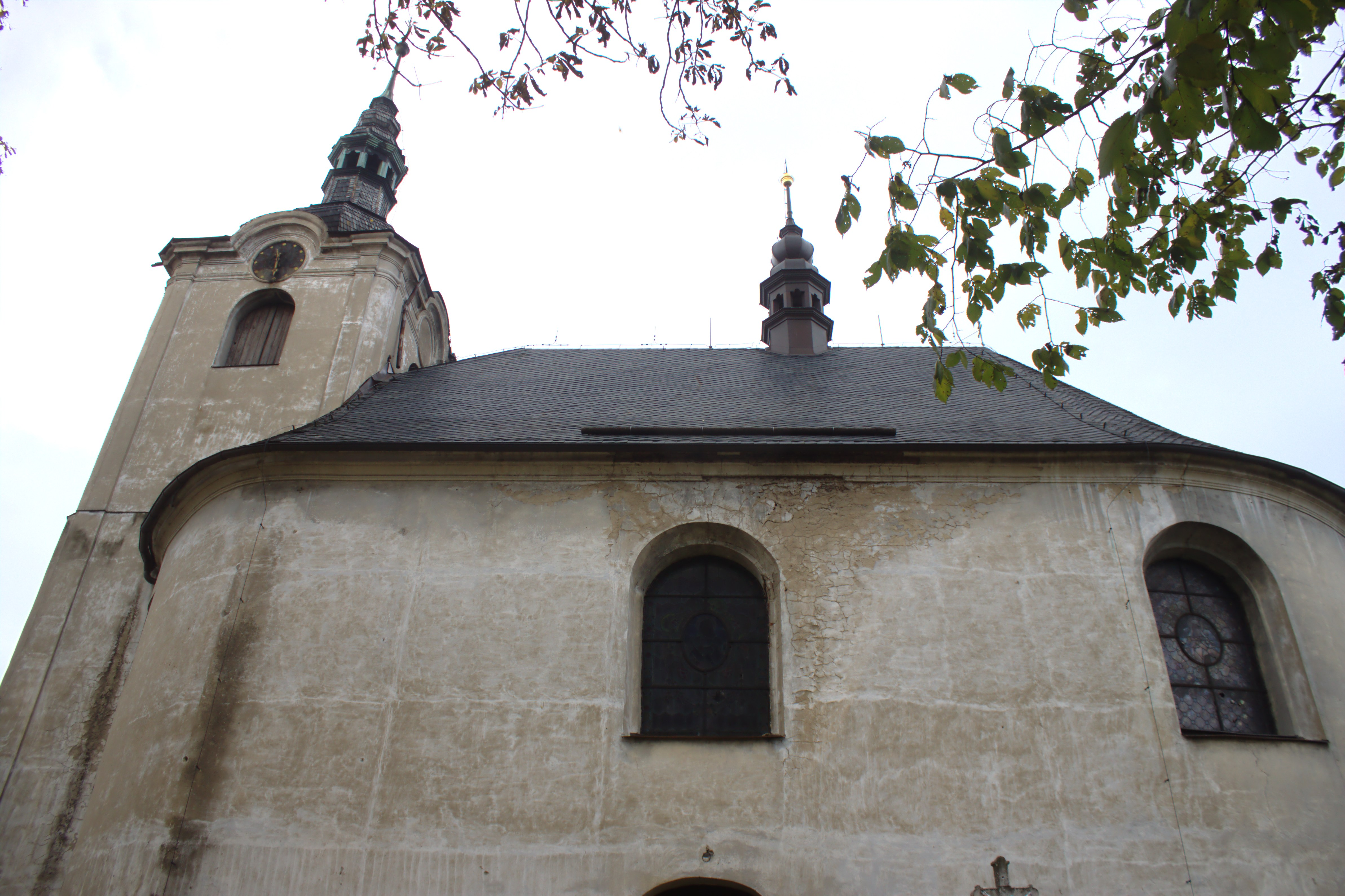
Kostel sv. Markéty
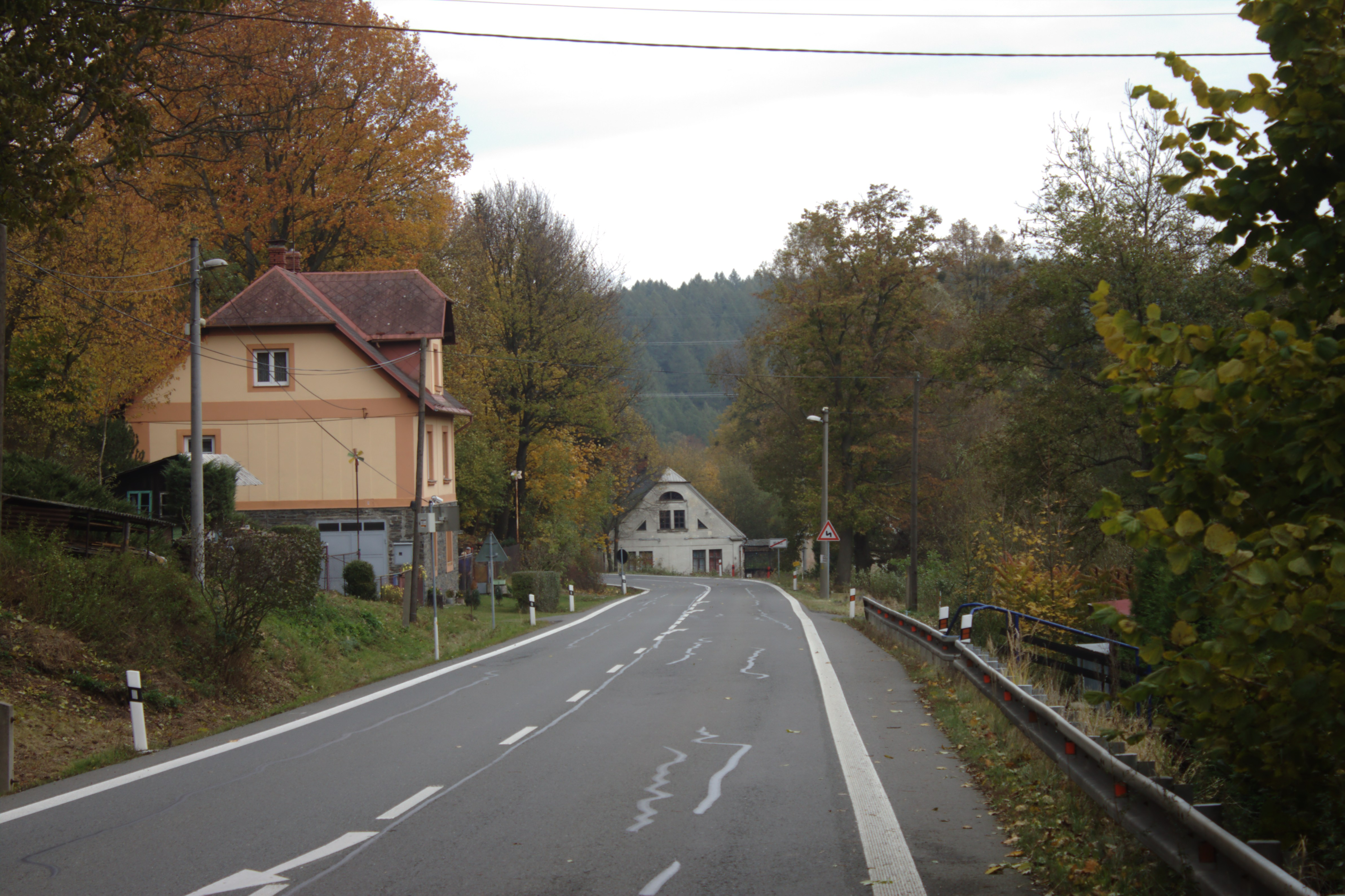
Silnice
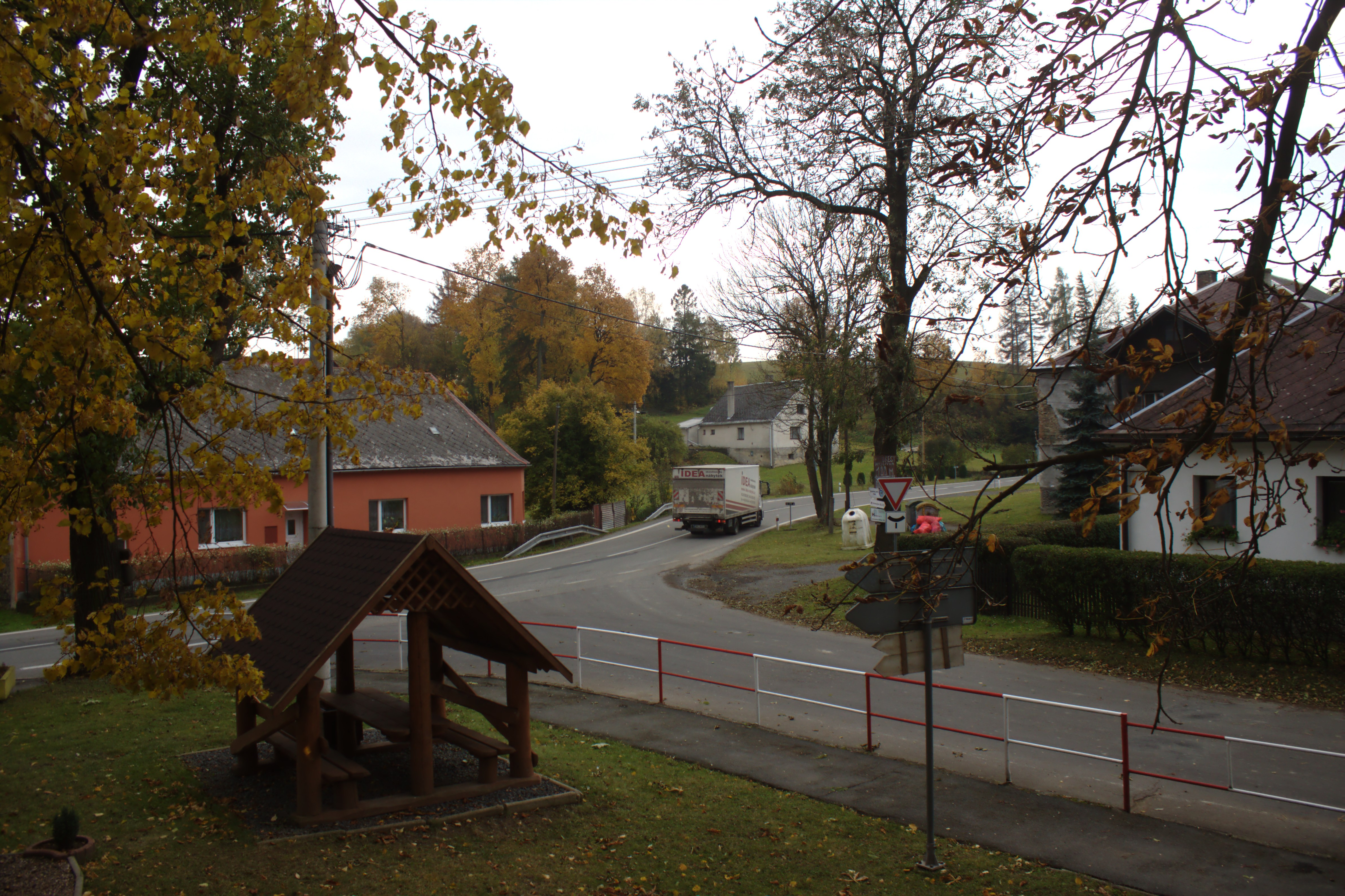
Park u kostela
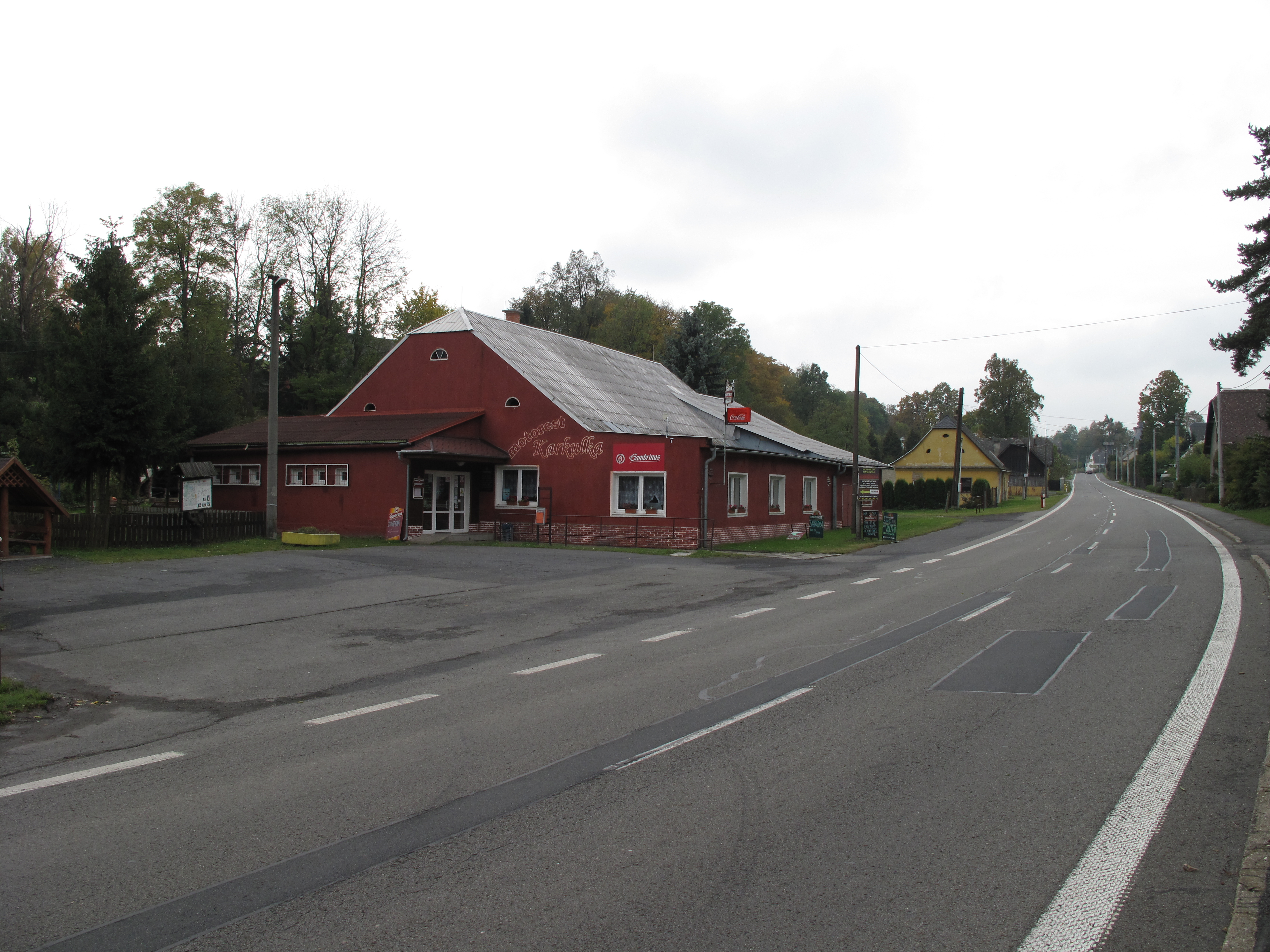
Motorest